# Phyllocnema latipes
Phyllocnema latipes là một loài bọ cánh cứng trong họ Cerambycidae.